# Gordon Moore
Gordon Earle Moore (født 3. januar 1929 i San Francisco, Californien, USA, død 24. marts 2023) var en amerikansk forretningsmand, ingeniør og medstifter og "formand emeritus" af Intel Corporation. Den såkaldte Moores lov er opkaldt efter ham.
I november 2021 var Moores nettoformue angivet til at udgøre $10 milliarder.